# トッティーのYeah!!
『トッティーのYeah!!』（トッティーのイェー）は、2020年10月7日から2025年3月26日まで放送されていたエフエム北海道（AIR-G'）のラジオ番組。

## 概要
サザンオールスターズをこよなく愛する”真夜中のトッティー”こと戸田耕陽がサザンに愛を込めて送る番組。タイトル候補には「そんなサザンに酔わされて」などもあった。
2021年1月24日19時より60分の特別番組『トッティーとワッキーのYeah!!!!!』が放送された。
2022年8月頃新コマーシャルにリニューアルされた。